# Shining Force CD
Shining Force CD (シャイニングフォースCD, Shainingu Fōsu Shī Dī) é um RPG tático baseado em rodadas desenvolvido pela Sonic! Software Planning e lançado em 1994 para o Sega CD, acompanhando um remake dos jogos Shining Force Gaiden e Shining Force Gaiden II lançados originalmente para o Game Gear.

## Conteúdo
As mecânicas de jogo são idênticas às encontradas nos jogos Shining Force Gaiden. O jogador avança por uma série de batalhas táticas baseadas em rodadas, com cutscenes entre elas. Entre cutscenes, o jogador pode salvar seu progresso, promover personagens, trazer de volta personagens derrotados, e ocasionalmente comprar e vender armas e itens.
Shining Force CD é dividido em quatro "livros" que podem ser jogados sequencialmente ou individualmente. Os dois primeiros livros contêm as versões adaptadas dos jogos Gaiden. Os livros três e quatro são novos capítulos exclusivos de Shining Force CD que dão continuidade à história dos jogos Gaiden.
O terceiro livro é desbloqueado ao completar os livros um e dois, enquanto que o livro quatro pode ser acessado completando os três primeiros livros e encontrando um item escondido na quinta batalha do livro dois. O progresso feito nos livros três e quatro deve ser salvo em uma memória RAM externa, pois a memória interna do Sega CD não é suficiente para salvar os dados dos livros um e dois. As estatísticas dos personagens dos livros um e dois podem ser carregadas à equipe inicial do livro três, enquanto que as estatísticas do livro três podem ser transferidas à equipe do livro seguinte.

## Enredo

### Livro um
Woldol, embaixador de Cypress, faz uma visita a Guardiana (erroneamente traduzido aqui como "Gardiana") e presenteia a Rainha Anri com uma caixa adornada por pedras preciosas. Ao abrir a caixa, ela é colocada sob um feitiço de sono, que, segundo Woldol, só pode ser revertido pelo Rei Edmond de Cypress. Guardiana lança uma invasão a Cypress em retaliação, mas um mês se passa e não se tem notícia alguma sobre o exército de Guardiana.
O jogador controla Nick, um visitante escolhido para ser o novo líder do Shining Force de Guardiana. A equipe segue até reino de Cypress para resgatar os soldados sequestrados de Guardiana e encontrar uma forma de acordar a Rainha Anri. Na sua jornada, eles recebem a ajuda dos membros da resistência de Cypress. A resistência luta para libertar Cypress da influência de Woldol, que assassinou o rei por direito e colocou Edmond como um intermediário a serviço do maligno Iom. O exército de Guardiana também descobre que Nick é, na verdade, filho do finado rei.
Em um ataque final ao castelo de Cypress, Edmond é morto. Nick enfrenta Woldol usando a Espada de Hajya, a única arma capaz de quebrar o poder de Iom e que só pode ser usada por aqueles que pertencem à linhagem real de Cypress. Apesar de vitorioso, Nick é infectado com um veneno que transforma seu braço direito em pedra. Com a Rainha Anri curada graças às ações do Príncipe Nick, Guardiana passa a ser uma aliada de Cypress.

### Livro dois
Cypress e Guardiana declaram guerra a Iom, nação dedicada ao deus maligno de mesmo nome. O jogador agora assume o controle de Deanna, um jovem encontrado ferido próximo às falésias ao redor do castelo de Cypress por dois soldados, Natasha e Dawn. Nick e suas tropas seguem para a batalha contra Iom, deixando Mayfair (antigo membro da resistência de Cypress) e vários soldados encarregados de cuidar do castelo. Ao se recuperar, Deanna se junta a eles na defesa, e, apesar de tímido por natureza, ele começa a se tornar íntimo de Natasha.
Um agente de Iom rouba a Espada de Hajya do castelo. Um pequeno grupo de jovens soldados deixados para proteger o castelo, liderados por Natasha e orientados por Mayfair, são comandados para encontrarem o ladrão e recuperarem a espada. A perseguição os leva ao reino vizinho de Emild, cujo líder foi sacrificado por Iom e substituído pelo transmorfo General Gordon. Eles recuperam a Espada de Hajya de Gordon, mas logo em seguida uma figura misteriosa revela que Nick foi derrotado e levado como prisioneiro.
As forças de Nasha agora seguem para Iom em uma missão para resgatar Nick. A figura misteriosa aparece repetidamente para ajudá-los, mas se recusa a revelar sua identidade. Eles descobrem que Warderer, rei de Iom, está sacrificando membros da realeza de Iom para invocar o deus de seu mundo, e que ele pretende fazer de Nick seu próximo sacrifício.
Quando as forças de Cypress chegam para confrontar Warderer, o General Hindel de Iom consegue resgatar Nick. Depois, Nick explica que Hindel traiu Iom com a intenção de salvar Deanna, irmão de Hindel, e que a figura misteriosa das forças de Cypress havia sido mandada por Hindel. Deanna havia, na verdade, sido ferido por um soldado de Cypress enquanto servia em uma força invasora de Iom. Depois dessa revelação, Warderer, enfurecido, mata Hindel e se oferece em sacrifício a Iom, conseguindo invocar o deus maligno. Nick e seus homens derrotam Iom, mandando-o de volta ao Hades. Com o fim da guerra, Natasha e os demais retornam para Cypress com o Príncipe Nick. Deanna no final decide que deve retornar ao seu lar em Iom, apesar de seu amor por Natasha e das novas amizades que formou em Cypress. Mas Natasha, apaixonada por Deanna, insiste em ir com ele.

### Livro três
O jogador volta a assumir o papel de Nick. Vários meses após a derrota de Iom, a cerimônia de coroação do Príncípe Nick é interrompida por uma mulher chamada Dava. Ela declara que Nick não merece ser coroado como rei, e sequestra a Rainha Anri. Para provar que merece a coroa, o Príncipe Nick deve liderar o exército de Cypress e seus amigos de Guardiana em uma missão para resgatar a rainha.

### Livro quatro
Nick e seus amigos visitam o museu histórico de Cypress quando as estátuas de seus maiores inimigos ganham vida.

## Lançamento
Shining Force CD foi lançado no Japão em julho de 1994. Na época, a Sega of America disse que não tinha planos de lançar o jogo fora do território japonês, mas acabou mudando de ideia e posteriormente lançou o jogo na América do Norte e na Europa.
A tradução de Shining Force CD é, em geral, melhor do que a de seus predecessores, Shining Force e Shining Force II, que contavam com uma tradução confusa, embora a nova tradução também tenha passado por algumas decisões estranhas. Os personagens Hanzou e Musashi, que haviam aparecido antes em Shining Force, são referidos em Shining Force CD como "Higins" e "Rush", respectivamente. No livro dois, Mayfair inexplicavelmente refere a Ruce como "Scavenger".

## Recepção
Ao ser lançado, a revista GamePro expressou opiniões mistas sobre Shining Force CD. A revista elogiou a qualidade da jogabilidade estratégica e das perspectivas gráficas, mas criticaram o fato de o jogo não ser diferente o bastante de seus predecessores Shining Force e Shining Force II nesses elementos.
A Retro Gamer incluiu este "épico" entre seus dez melhores jogos para Sega CD.